# Ödegård

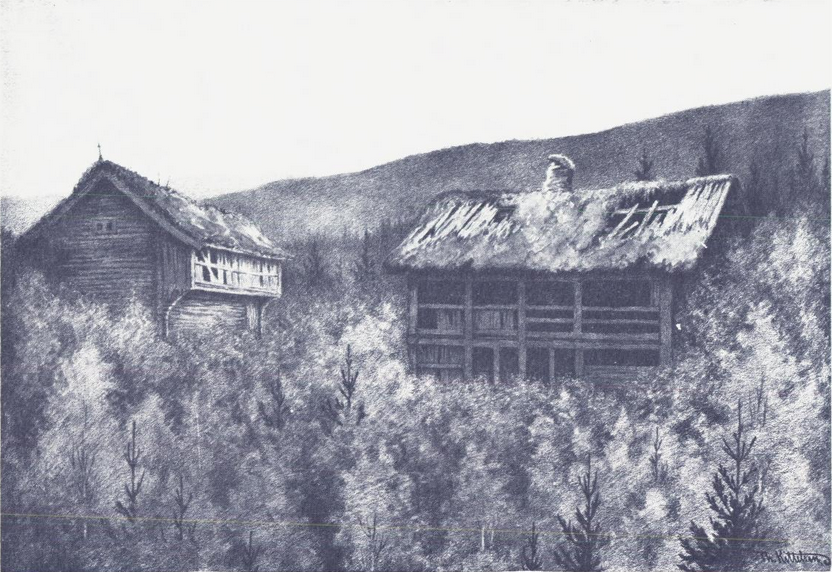
"Ødegård", målning av Theodor Kittelsen.

Ödegård, även ödehemman eller ödesmål, avser en gård eller jordbruksfastighet som stått obebodd eller obrukad under lång tid. Generellt sett är det gårdarna med sämst förutsättningar, när det gäller exempelvis avstånd och jordmån, som lämnas öde först.
Historiskt sett blev ödegårdar vanligare i Sverige under senmedeltiden, under stormaktstiden samt efter andra världskriget. Även i Norge uppkom ödegårdar under senmedeltiden, närmare bestämt efter digerdöden 1349-1350.
Orsaker till att gårdar överges kan vara exempelvis befolkningsminskning, jordbruksrationalisering, ekonomiska kriser och skattetryck.
Från 1960-talet köptes flera ödegårdar i södra Sverige av danskar för fritidsboende.
Ödegårdarna i Norden var föremål för det nordiska ödegårdsprojektet (1981). 